# Gliese 542
Gliese 542 (HD 125072 / HIP 69972 / SAO 241627) es una estrella en la constelación del Centauro de magnitud aparente +6,66. Se encuentra a 38,6 años luz del sistema solar.
Aunque Gliese 542 figura catalogada como subgigante en la base de datos SIMBAD, aparece como enana naranja de tipo espectral K3 V en la base de datos ARICNS. Con una temperatura efectiva de 5007 K, brilla con una luminosidad que corresponde al 33% de la luminosidad solar.
Tiene un diámetro equivalente al 79% del diámetro solar —por lo que si es una subgigante parece estar poco evolucionada—, mientras que diversos estudios valoran su masa entre 0,82 y 1,13 masas solares.
Su velocidad de rotación es de 1,0 km/s, si bien esta cifra es sólo un límite inferior, ya que el valor real depende de la inclinación de su eje respecto a la Tierra.
Su edad se estima en torno a los 7600 millones de años.
Gliese 542 es una estrella rica en metales, pero no existe consenso en cuanto a su índice de metalicidad. Dos estudios cifran su abundancia relativa de hierro entre un 51% y un 78% superior a la del Sol, pero un tercer estudio establece una metalicidad tres veces mayor que la solar.